# 트라이메스산
트라이메스산(영어: trimesic acid) 또는 1,3,5-벤젠트라이카복실산(영어: 1,3,5-benzenetricarboxylic acid)은 분자식이 C6H3(CO2H)3인 유기 화합물이다. 벤젠트라이카복실산의 다른 이성질체들과 마찬가지로 트라이메스산은 무색의 고체이다. 트라이메스산은 일부 가소제의 전구체로서 상업적 가치가 있다.
트라이메스산은 4-피리돈과 결합하여 95 °C까지 안정한 수성 젤을 만들 수 있다.
트라이메스산은 넓은 1차원 빈 채널을 갖는 수소 결합 수화물 네트워크의 물로부터 결정화된다.

## 같이 보기
- 벤젠트라이카복실산
- 헤미멜리트산 (1,2,3-벤젠트라이카복실산)
- 트라이멜리트산 (1,2,4-벤젠트라이카복실산)